# Balaté
Balaté is een dorp in Frans-Guyana in de gemeente Saint-Laurent-du-Maroni. Het dorp wordt bewoond door inheemse Lokono, en ligt aan de monding van de Balatérivier in de Marowijne.

## Overzicht
Balaté is in 1946 gesticht in de buurt van de stad Saint-Laurent-du-Maroni als één van de vier Lokono-dorpen in Frans-Guyana. In 2017 had het dorp ongeveer 600 inwoners. In 1987 werd de mogelijkheid geschapen om Zones van Collectief Gebruik (ZDUC) op te richten. Sinds 1993 heeft Balaté 3.700 hectare gemene grond voor landbouw, vissen, en jagen.
In 2006 presenteerde Léon Bertrand, die zowel burgemeester van Saint-Laurent-du-Maroni en staatssecretaris van het Franse Ministerie van Toerisme was, een plan om een toeristenoord met luxe hotel en casino te ontwikkelen in Balaté. Kapitein Brigitte Wyngaarde voerde actie tegen het plan en in 2009 werd Bertrand meegesleept in het corruptieonderzoek naar Jacques Chirac, en veroordeeld tot 3 jaar cel.
In 2018 werd Sylvio van der Pijl gekozen als kapitein van het dorp.